# ميتال غير سوليد 3: سنيك إيتر
ميتال غير سوليد 3: سنيك إيتر (بالإنجليزية: Metal Gear Solid 3: Snake Eater وإختصار الاسم MGS3) (باليابانية: メタルギアソリッド3 スネーク・イーター، ميتاروه گيا سوريدو سوري سينوكا إيتا) هي لعبة أكشن و مغامرات وتسلل من إخراج هيديو كوجيما ومن تطوير ونشر كونامي .صدرت اللعبة على بلاي ستيشن 2 وتم إطلاق اللعبة لأمريكا الشمالية في 17 نوفمبر 2004 ولليابان في 16 ديسمبر 2004 ولأوروبا في 4 مارس 2005 ولأستراليا في 17 مارس 2005. من ناحية تسلسل القصة يعتبر هذا الجزء مقدمة لسلسلة لعبة ميتال غير ثم يتبعها جزء ميتال غير سوليد: بورتبل أوبس ثم ميتال غير سوليد: بيس والكر ثم ميتال غير سوليد 5: جراوند زيروز ثم ميتال غير سوليد 5: ذا فانتوم بين .

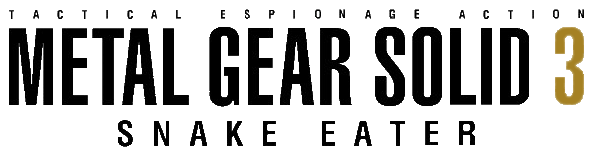
شعار اللعبة.

تدور أحداث القصة في عام 1964 ، قبل 31 عامًا من أحداث ميتال غير, بحيث تبدا في فترة الحرب الباردة مع الاتحاد السوفيتي حيث يتم إرسال سنيك المعروف بالبيج بوس حالياً لإنقاذ عالم الصواريخ الروسي نيكولاي ستيبانوفيتش سوكولوف ، واغتيال رئيسه السابق المنشق. يعتبر هذا الجزء الوحيد في السلسلة في ذلك الوقت التي كانت تدور أحداثه في منطقة غابات وليس منطقة حضرية مثل الأجزاء الأخرى. أيضا هذا الجزء لايحتوي على أسلحة متطورة وأدوات ذات تقنية عالية مثل الأجزاء السابقة وكان التركيز في هذا الجزء على حياة البرية والتخفي و التجسس . خلال اللعب سوف تتعرف على قصة اللعبة بشكل أعمق من خلال المشاهد السينمائيه والحوارات الإذاعية.
حققت اللعبة نجاح باهر حيث حصلت على تقايم عالية وصلت إلى 91% في موقع جيم رانكينجز وميتاكريتيك . وتم بيع 3.6 مليون نسخة في جميع أنحاء العالم بحلول شهر أغسطس 2005.
تعتبر سنيك إيتر واحدة من أعظم ألعاب الفيديو على الإطلاق ، وقد حظيت بالثناء على قصتها وطريقة اللعب والرسومات والإعداد والشخصيات والنهاية ، بالإضافة إلى خروجها عن تقاليد السلسلة. حققة سنيك إيتر نجاحًا تجاريًا ، حيث باعة أكثر من أربعة ملايين نسخة في جميع أنحاء العالم اعتبارًا من مارس 2010.

## طريقة اللعب
طريقة اللعب لم تتغير وهي مثل الأجزاء السابقة من سلسلة ميتال غير سوليد، اللاعب سوف يتحكم بشخصية سنيك وعلى اللاعب اللعب بتخفي من خلال بيئة مليئة بالاعداء. وعلى الرغم من أن اللعبة تحتوي أسلحة كثيرة ومختلفة والتي تتراوح من مسدسات إلى قاذف صواريخ إلا انها تركز على التخفي لتجنب المواجهات. خلال لعبك ستجد الكثير من الأشياء والأدوات في طريقة لمساعدتك ،يمكنك ان تجد أجهزة كشف الحركة لتعقب جنود العدو. أيضا سوف تجد صندوق من الورق المقوى والتي يمكن لسنيك الاختباء داخل الصندوق لتجنب رؤية الأعداء له. وعلى الرغم من التشابه الكبير بين هذا الجزء والأجزاء السابقة إلا أن هذا الجزء قدم أشياء جديده لم تتواجد في أي جزء في سلسلة ميتال غير سوليد مثل التمويه ونظام القتال الجديد "CQC" أو «القتال القريب» وهو مزيج من الفنون القتالية و مهارات استخدام الأسلحة القريبة المدى مثل السكاكين و العصي و الأسلحة النارية ، و نظام الإصابة والعلاج.
اهتم المطورين في البيئات مثل الغابات المطيرة والحشائش حتى أصبحت نصف اللعبة بيئات متنوعه. ويمكنك الإستفادة من البيئات إلى أقصى إمكاناتها وغالبا ما يكون مفتاح النجاح الإستفادة من البيئات.و من الميزات الجديدة التمويه باستخدام البيئات مثل تسلق الأشجار أو الإختباء في الحشائش الطويلة لتجنب نظر الأعداء لك. وتم إزالة الرادار المتطور الموجود في الأجزاء السابقة وإستبداله بنظام كشف حركة و نظام سونار بسيط.
يوجد في اللعبة نظام يسمى «مقياس التمويه» حيث إذا كانت النسبة سلبية سيكون سنيك واضح للغاية وسيجذب الأعداء وإذا كانت النسبة إيجابية سيكون سنيك غير مرئي تماما للعدو. من أجل جعل سنيك غير مرئي للأعداء يجب على اللاعب تبديل أزياء سنيك العسكرية وتلوين وجهه لكي ينسجم مع البيئة ويكون غير مرئي.
نظام القتال القريب تطور أكثر من السابق وأصبح تستطيع القتال باليدين أو بالمسدس وتستطيع أيضا مسك العدو وخنقه. وعند مسك العدو يوجد خيارات كثيرة ومتنوعه مثل قتل العدو أو خنقه حتى يفقد الوعي أو التحقيق معه للحصول على المعلومات. في الأجزاء السابقة كان ألعاب سلسلة ميتل جير تحتوي على شريط حياة بسيطة جدا ولكن مع جزء سنيك إيتر تطور شريط الحياه وأصبح يحتوي على نظام الإصابات في إنحاء الجسم حيث على اللاعب التعامل مع الإصابة بشكل صحيح حتى يتعافى سنيك. أيضا يوجد شريط قدرة التحمل حيث مع مرور الوقت تنقص قدرة تحمل سنيك وعلى اللاعب أن يطعم سنيك أكل طازج لكي يرفع نسبة قدرة تحمله وأيضا عليه أن يجتنب الأكل الفاسد والمتعفن والمتسمم لأن قدرة تحمل سنيك سوف تبدا بالنقوص وسوف تسبب له الآلآم.
نسخة البلاي ستيشن 2 تتضمن لعبة مصغرة تسمي سنيك ضد القرد وعلى سنيك مسك القرد.

## أللعبة

### مقدمة
تدور أحداث سنيك إيتر ضمن فترة الحرب الباردة خلال الستينيات. تعمل قصة اللعبة بمثابة مقدمة لسلسلة ميتال غير ، حيث تتعمق في أصول الأحداث التي تغطيها العناوين السابقة في السلسلة حتى هذه النقطة وأصول شخصية البيج بوس ، تم تحديد اللعبة لاحقًا من قبل مخرجها هيديو كوجيما على انها الفصل الأول من القصة الشاملة للسلسلة.

### الشخصيات
| اسم الشخصية    | مؤدي الصوت    | معلومات عن الشخصية |
| -------------- | ------------- | --- |
| نيكيد سنيك     | ديفيد هايتر   | بطل اللعبة ومعروف بلقب "البيج بوس" وهو جندي سابق في القوات الخاصة وعميل لوكالة المخابرات المركزية .                                                                                 |
| الرائد زيرو    | جيم بيدوك     | عضو سابق في الجوية الخاصة البريطانية . |
| د.كلارك        | هيذر هالي     | متخصصة في النباتات والحيوانات، والأسلحة والمعدات، وتقدم المشورة لنيكيد سنيك . |
| إيفا           | سوزيتا مينيت  | عميلة سابقة لوكالة الأمن القومي وتعمل حاليا في الاستخبارات السوفييتية . |
| ريفولفر أوسلات | جوش كيتون     | يعمل تحت قيادة العقيد فولجين ،وقائد لوحده خاصة به . |
| العقيد فولجين  | نيل روس       | عقيد روسي معروف بلقب "الصاعقة" حاول السيطرة على الاتحاد السوفيتي والإطاحة بنيكيتا خروتشوف ووضع مكانه ليونيد بريجنيف وأليكسي كوسيغين . وهو المسؤول عن مجزرة كاتين .                  |
| ذا بوس         | لوري آلن      | جندية أمريكية كانت رئيس نيكيد سنيك حتى انضمت للإتحاد السوفيتي تحت قيادة العقيد فولجين وأصبحت قائدة لوحدة الكوبرا. أعتبرتها الولايات المتحدة خائنه واصبحت أحد أهداف نيكيد سنيك .     |
| ذا إند         | جرانت البرخت  | عضو في وحدة كوبرا ،كبير في السن يعتبر قناص خبير. |
| ذا فير         | مايكل بيل     | عضو في وحدة كوبرا. يعرف عنه سرعته الخارقة وخفة الحركة، |
| ذا فيوري       | ريتشارد دويل  | رائد فضاء سوفياتي سابق مصاب بهوس إشعال الحرائق. |
| ذا بين         | جريج بيرغر    | لديه القدرة على السيطرة على الدبابير ويستخدم الدبابير للهجوم على الأعداء وأيضا لحمايته.                                                                                             |
| ذا سورو        | دافيد توماس   | عضو سابق في وحدة كوبرا.قادر على رفع معنويات الجنود. |
| سوكولوف        | برايان كمينجز | عالم صاروخ روسي انشق من الاتحاد السوفيتي وانضم للولايات المتحدة في ذروة الحرب الباردة .كان مدير منشأة "OKB-754" الخاصه في الأبحاث العلمية وهو المسوؤل عن دبابة "الشاكَوهود" النووية. |

### القصة
| الجزء                                 | الفترة |
| ------------------------------------- | ------ |
| ميتال غير سوليد 3: سنيك إيتر          | 1964   |
| ميتال غير سوليد: بورتبل أوبس          | 1970   |
| ميتال غير سوليد: بيس والكر            | 1974   |
| ميتال غير سوليد 5: جراوند زيروز       | 1975   |
| ميتال غير سوليد 5: ذا فانتوم بين      | 1984   |
| ميتال غير                             | 1995   |
| ميتال غير 2: سوليد سنايك              | 1999   |
| ميتال غير سوليد                       | 2005   |
| ميتال غير سوليد 2: سنز أوف لبرتي      | 2007   |
| ميتال غير سوليد 4: غنز أوف ذا بتريوتس | 2014   |
| ميتال غير رايزنج: ريفنجنس             | 2018   |

#### الملخص

سنيك (بيج بوس)، شخصية أللعبة المحورية.

في عام 1964 ، تم إرسال عميل وكالة المخابرات المركزية «نيكيد سنيك» إلى تسلينويرسك، اتحاد الجمهوريات الاشتراكية السوفياتية. بمساعدة رئيسه الرائد زيرو ، المستشار الطبي بارا ميديك ، ومعلمه السابق «ذا بوس» ،  تم تكليف سنيك بإنقاذ عالم الصواريخ السوفيتي سوكولوف ، مطور الأسلحة البارز الذي انشق قبل عامين من الاتحاد السوفييتي حتى أجبر الروس حكومة الولايات المتحدة على أعادته. ارجعه. أخبر زيرو سنيك أنه بعد عودته ، تلقت وكالة المخابرات المركزية معلومات تفيد بأن سوكولوف مسؤول عن مشروع عسكري سري لإنشاء دبابة مجهزة نوويًا تسمى «شاكَوهود» ، والتي يمكن أن تنهي الحرب الباردة. على الرغم من تحديد سنيك لموقع تواجد العالم ، إلا أن المهمة تنهار عندما تظهر «ذا بوس» أمامه وتعلن عزمها على الانشقاق والانضمام إلى الاتحاد السوفيتي. بينما استعادت وحدة القوات الخاصة التابعة لها ، المسمات «وحدة الكوبرا» ، سوكولوف من أجل رأيسهم الجديد ، الضابط الروسي كولونيل فولجين ، هزمت «ذا بوس» سنيك في قتال متلاحم ، مما أدى إلى إصابته بجروح خطيرة وتركته ليموت. يسرق فولجين سريعًا دبابة «شاكَوهود» ، والتي كانت يتم اختبارها في المنطقة ، ويستخدم قذيفة ديفي كروكيت النووية التي قدمتها «ذا بوس» ليدمر منشآتها البحثية وللتستر على السرقة. سنيك المصاب يتم أنقاذه عن طريق استخراج فولتون ، بعد لحظات من الانفجار النووي.

إيفا, العميلة المزدوجة.

في أعقاب الدمار ، اتهم الاتحاد السوفيتي الولايات المتحدة بالهجوم ،  بعد اكتشاف طائراتهم فوق تسيلينويارسك. لتجنب الحرب ، يوافق رئيس الوزراء السوفيتي نيكيتا خروتشوف ، الذي يشتبه في تورط فولجين ، على السماح للرئيس الأمريكي ليندون جونسون من أجل إثبات براءة الولايات المتحدة. يجد سنيك نفسه مكلفًا من قبل زيرو للمساعدة بهذه الطريقة ، ويطلب منه إكمال ثلاثة مهمات: إيقاف الكولونيل فولجين؛ تدمير «الشاكَوهود». وتصفية «ذا بوس». بعد إعادة انتشاره في تسلينويرسك لتلبية هذه المطالب ، تم إرسال سنيك أولاً للقاء عميل وكالة الأمن القومي الأمريكية «أدم» ، الذي انشق إلى الاتحاد السوفيتي للتسلل إلى صفوف الكولونيل فولجين مع زميلته العميلة إيفا ؛ بدلاً من ذلك ، يقابل سنيك العميلة إيفا والتي تساعده ، وتوجهه إلى المختبر حيث تم نقل سوكولوف. سنيك ينجو من مواجهاته مع ريفولفر أوسلات ويقضي على «ذا بين» أحد افراد فرقة الكوبرا. بعدها يصل إلى المختبر ويلتقي بالعالم السوفيتي غرانين، الذي تم ألغاء مشروعه لمفهوم الدبابة ذات القدمين لصالح «الشاكَوهود». يكشف غرانين، أن سوكولوف و «الشاكَوهود» يقعان في حصن الكولونيل فولجين العسكري «حصن غروزني». بعدها سنيك يقضي على «ذا فير» و«ذا إند» و«ذا فيوري» أعضاء فرقة الكوبرا. في «حصن غروزني» ، ويجد سنيك سوكولوف ولكن يتم أسره أثناء العملية. بعد قتل غرانين، يقوم الكولونيل فولجين بضرب سوكولوف حتى الموت وتعذيب سنيك ، الذي فقد عينه أثناء محاولته لحماية إيفا من أوسلات بعد أن تم الاشتباه بكونها جاسوسة. يسجن سنيك لكنه يهرب.

شعار وحدة "الفوكس هاوند"، وحدة القوات الخاصة الامريكية التي ينتمي لها سنيك (بيج بوس).

يعود سنيك إلى «حصن غروزني» لتدمير «الشاكَوهود»، لكنه يواجهه الكولونيل فولجين و «ذا بوس» و أوسلات ، بعد أن كُشف النقاب عن إيفا كجاسوس. يُبلغ فولجين سنيك عن «وحدة الفلاسفةَ» ، وهي منظمة سرية من تتكون من أقوى الشخصيات في الولايات المتحدة ، والاتحاد السوفيتي ، والصين ، والذين شكلوا ميثاقًا للفوز بالحرب العالمية الثانية وإنشاء نظام عالمي جديد. جمعت المجموعة بشكل مشترك 100 مليار دولار ، بما يسمى بـ«إرث الفيلسوف» ، لتمويل أبحاثهم وعملياتهم. ومع ذلك ، بعد الحرب ، بدأ التنظيم في الاقتتال الداخلي والتفكك ، مع تقسيم الإرث وإخفائه في البنوك في جميع أنحاء العالم. ورث فولجين هذه الأموال بشكل غير قانوني ،  وأصبح سنيك على علم بأن الولايات المتحدة تحاول استعادتها.

ريفولفر أوسلات، غريم البيج بوس.

سنيك يهزم الكولونيل فولجين ويدمر الحظيرة ، لكن فولجين يلاحق على متن «الشاكَوهود». سنيك يعطل «الشاكَوهود» ويقتل الكولونيل فولجين بواسطة صاعقة من البرق. يفر سنيك وإيفا إلى بحيرة حيث تم إخفاء طائرة من نوع بارتيني بيريف في في إيه -14 من اجل الهروب. قبل أن يهربوا ، يواجه سنيك «ذا بوس»  ويهزمها في المعركة. تمنحه «ذا بوس» ميكروفيلمًا عن «إرث الفيلسوف» قبل أن يقتلها سنيك على مُضض. يهرب سنيك وإيفا إلى ألاسكا ويقضيان الليل معًا. تختفي إيفا قبل الصباح مع الميكروفيلم وتترك شريطًا يكشف عن نفسها كونها جاسوسة صينية مرسلة لسرقة «إرث الفيلسوف» من أجل الصين. وتكشف أيضًا أن «ذا بوس» لم تنشق ، ولكن أُمر بالتسلل إلى صفوف الكولونيل فولجين من أجل العثور على «إرث الفيلسوف» لإعادته إلى الولايات المتحدة. ومع ذلك ، بسبب هجوم فولجين النووي ، كان لابد من تحويل «ذا بوس» ألى ى كونها خائنه وتموت على يد سنيك لإثبات براءة الولايات المتحدة.
سنيك محبط يُمنح لقب «بيج بوس» ومنح صليب الخدمة المتميز من قبل الرئيس جونسون. في مقبرة أرلينغتون الوطنية ، يزين سنيك قبر «ذا بوس» الذي لا يحمل علامة ويحييها بالدموع.
يتصل أوسلات برئيس الاستخبارات السوفيتية ليقترح أن تستخدم الاستخبارات السوفيتية المعرفة بمهمتي «فيرتواس» و «سنيك إيتر» لأبتزاز الولايات المتحدة أثناء المفاوضات المستقبلية. ثم يخبر أوسلات مدير وكالة المخابرات المركزية أن الميكروفيلم الذي سرقته إيفا كان مزيفًا وأن نصف «أراث الفيلسوف» الآن في أيدي الولايات المتحدة، والنصف الآخر محتفظ به من قبل الاستخبارات السوفيتية ، وكشف عن نفسه على أنه العميل «أدم».

## التطوير

### موسيقى

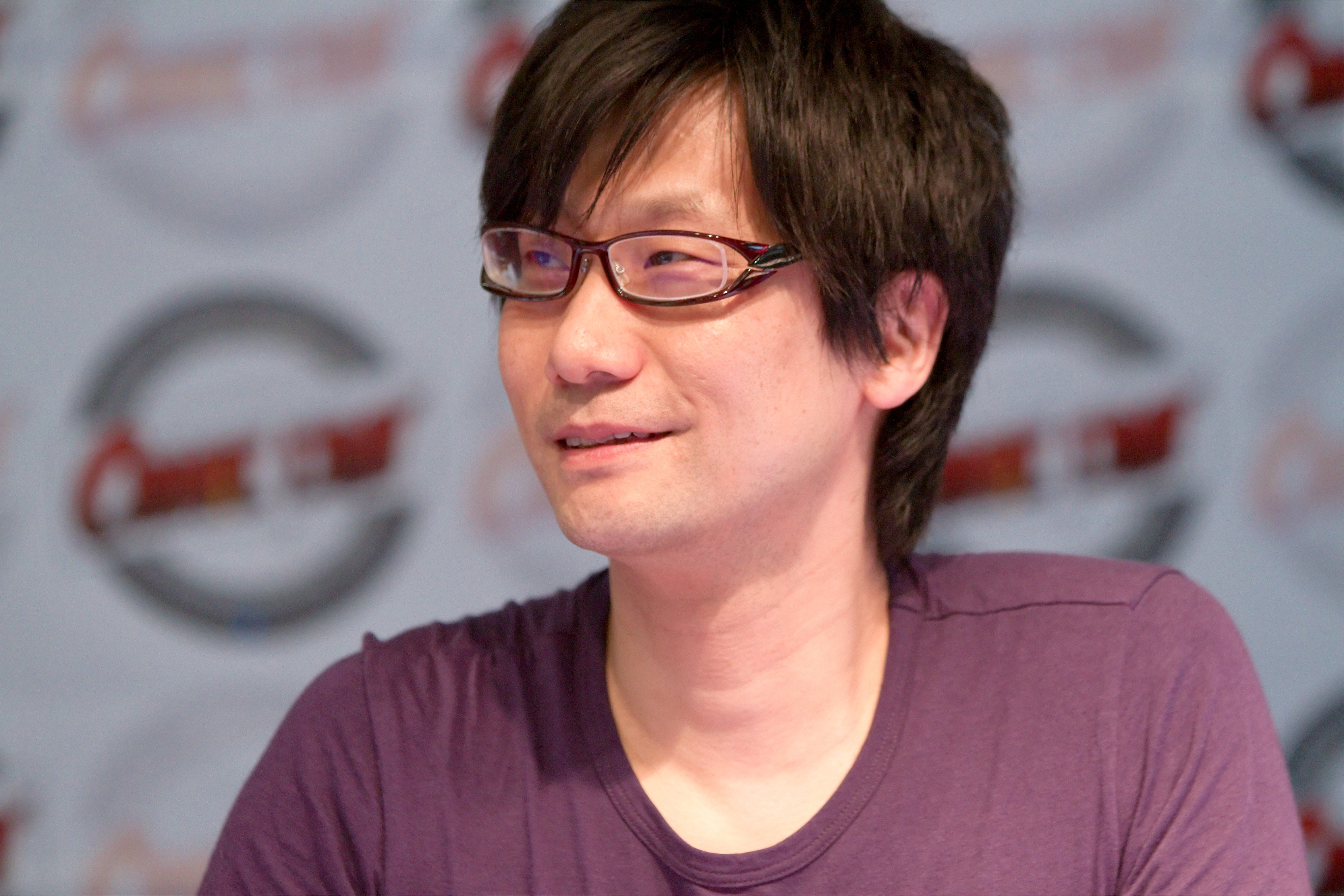
هيديو كوجيما مخرج اللعبة.

تم تأليف الموسيقية التصويرية لـ سنيك إيتر بواسطة هاري جريجسون ونوريهيكو هيبينو ،  الذين ألفو الموسيقية التصويرية لكل من المشاهد السينمائية واللعبة نفسها. ألف هيبينو المسيقى الافتتاحي للعبة ، «سنيك إيتر» ،  مسيقى صوتي شبيهة بتلك الخاصة بالعميل جيمس بوند والتي تظهر أيضًا في المشهد الافتتاحي، كما تؤديها المغنية سينثيا هاريل. كذلك قدم الملحن والشاعر ريكا موراناكا أغنية بعنوان «لا تخافوا» والتي يتم عرضها خلال نهاية اللعبة. الأغنية من أداء إليسا فيوريللو.
في خروج عن التقاليد ، إحدى الأغاني التي تعرض في نهائية العبة لم تكن إنتاجًا داخليًا من قبل الأستوديو المطور ، ولكن "Way To Fall" بواسطة فرقة Starsailor. كشف هيديو كوجيما لاحقًا في مدونته أنه أراد في الأصل استخدام أغنية "Space Oddity" و "Ashes to Ashes" (بواسطة ديفيد بوي) لنهاية اللعبة،  ولكن أثناء تطوير اللعبة فقد هذا الموضوع أهميته. ثم نصحه أحد زملائه بالاستماع إلى فرقة Stellastarr ، لكن كوجيما سمع أسم الفرقة على أنه Starsailor. لقد أحب أغنية "Way To Fall" ، وأختارها كأغنية الختام.

## السمعة
جزء سنيك إيتر حقق نجاح كبير وباع الجزء 3.6 مليون نسخة في جميع أنحاء العالم بحلول شهر أغسطس 2005. وعلى الرغم من الأرباح الكبيرة التي حقهها جزء سنيك إيتر إلا ان أرباح سنيك إيتر أقل بكثير من أرباح جزء ميتال غير سوليد 2: سنز أوف لبرتي الذي وصلت مبيعاته 7 ملايين نسخة حتى الآن. جزء سنيك إيتر أسعد عشاق اللعبة والنقاد وأعجبوا بشخصية سنيك . بعد خيبة الأمل بسبب جزء ميتال غير سوليد 2: سنز أوف لبرتي والأحباط الكبير بسبب شخصية رايدن . بعض النقاد والمعجبين وجدوا الحوارات المطولة والعديد من التقلبات في القصة أضرت بشكل كبير في جزء ميتال غير سوليد 2: سنز أوف لبرتي . ووجدوا قصة سنيك إيتر رجعت إلى قصة ميتل جير الأصلية بعيدا عن الحوارات المطولة والفلسفة التي كانت موجوده في جزء ميتال غير سوليد 2: سنز أوف لبرتي .

### الجوائز
منذ صدور الجزء في عام 2004 تلقت اللعبة على العديد من الجوائز مثل :
- جائزة أفضل لعبة أكشن .
- جائزة أفضل قصة في ألعاب الفيديو.[48]
- جائزة أفضل أصوات في ألعاب الفيديو في بلاي ستيشن 2 .[49]
- جائزة أفضل لعبة فيديو لعام 2004.[50] آي جي إن
- جائزة أفضل قصة.[50] آي جي إن
- جائزة أفضل مؤثرات صوتية.[51] آي جي إن
- جائزة أفضل شخصية جديدة.[50] آي جي إن
- جائزة أفضل لعبة فيديو لعام 2004. غيم سبوت

وفازت أغنية سنيك إيتر اللحن الأساسي للعبة سنيك إيتر بجائزة أ«فضل أغنية» من شبكة Game Audio Network Guild في مؤتمر مطوري الألعاب عام 2005.وفازت أيضا بجائزة «أفضل لعبة لعام 2005» من جيمز كونفينشن في ألمانيا . وديفيد هايتر مؤدي صوت سنيك ترشح لجائزة «الإنجاز المتميز في أداء شخصية» من أكاديمية الفنون والعلوم التفاعلية.

## تاريخ الإطلاق

### اطلاق نسخ أخرى
نسخة الذكرى 20 لسلسلة ميتل جير تم إطلاقها في اليابان تحتوي النسخة على قرص من نسخة Subsistence بدون الإضافية التي وردت في نسخة Subsistence مع قرص ثاني يحتوي على إصدارات صخر من ميتال جير وميتال جير 2 .

## روابط خارجية
- ميتال غير سوليد 3: سنيك إيتر على موقع IMDb (الإنجليزية)